# Didinga Hills
Didinga Hills är en bergskedja i Sydsudan.   Den ligger i delstaten Eastern Equatoria, i den sydöstra delen av landet, 230 kilometer öster om huvudstaden Juba.
Den högsta toppen är Malala, 2 161 meter över havet.
Topografiskt ingår följande toppar i Didinga Hills:
- Komoria
- Koroma
- Lokolingero
- Malala
- Moru Koyen
- Napetawi